# Lisa Flötzner
Lisa Flötzner (* 28. Februar 1996) ist eine deutsche Fußballspielerin. Sie spielt für den FFC Wacker München.

## Karriere
Flötzner begann für den im oberbayerischen Landkreis Starnberg ansässigen TSV Gilching-Argelsried mit dem Fußballspielen. Im Alter von 15 Jahren gelangte sie in die U17-Mannschaft des FC Bayern München. Am Ende ihrer ersten Saison gelangte sie 2012 mit ihrer Mannschaft in die Endrunde um die Süddeutsche Meisterschaft und traf am 3. Spieltag gegen die U17-Mannschaft des SC Freiburg zum 3:0-Endstand. Ein Jahr später gewann sie mit der U17-Mannschaft die Meisterschaft. Nach 18 Einsätzen und zwei Toren in der regulären Saison wurde sie in den beiden in Hin- und Rückspiel ausgetragenen Halbfinalbegegnungen mit dem 1. FFC Turbine Potsdam und im Finale gegen den FSV Gütersloh 2009 jeweils eingewechselt; ein Tor gelang ihr jedoch nicht.
2013 rückte sie in die 2. Mannschaft der FC Bayern Frauen auf, für die sie in den Saisonen 2013/14 und 2014/15 der 2. Bundesliga insgesamt 14 Punktspiele bestritt und vier Tore erzielen konnte. 2015 kehrte sie zu ihrem Jugendverein TSV Gilching-Argelsried zurück. Nach nur einem Jahr bei ihrem Ausbildungsverein schloss sie sich dem FFC Wacker München an. Seither bestritt sie in 152 Punktspiele (59 Tore) in der drittklassigen Regionalliga Süd und zwölf (vier Tore) in der viertklassigen Bayernliga.

## Erfolge
- Deutscher B-Juniorinnen-Meister 2013 (mit dem FC Bayern München)
- Bayerischer Pokalsieger 2017
- Torschützenkönigin Regionalliga Süd 2024 (mit 19 Toren)[2]